# Rýžové terasy filipínských Kordiller
Rýžové terasy filipínských Kordiller je souhrnný název pro tisíce let staré terasy, které byly vybudovány v pohoří Centrální Kordillery na filipínském ostrově Luzon. Kulturní krajina pěti lokalit rýžových teras v provincii Ifugao (Nagacadan, Hungduan, Mayoyao, Bangaan a Batad) je od roku 1995 součástí světového dědictví UNESCO, mezi roky 2001 a 2012 byla zapsána na seznamu světového dědictví v ohrožení. Kromě UNESCEM chráněných teras se v pohoří nachází mnoho dalších, dokonce i navštěvovanějších a známějších teras - např. Banaue.
Terasy ilustrují přetrvávání kulturních tradic a pozoruhodnou kontinuitu zdejší komunity obyvatel, protože archeologické nálezy ukázají, že tato technika využití krajiny se v regionu používá již 2000 let bez zásadnějších změn. Soustava opěrných zdí z kamene a hlíny přesně kopíruje tvar kopce a má tedy nesymetrický půdorys jednotlivých teras. Zavlažovací systém přivádí čerstvou vodu stékající z vrcholků kopců, na kterých je většinou uchován deštný les. Leží v nadmořské výšce okolo 1 500 metrů.
Zachování fungující rýžové terasy vyžaduje spolupráci celé komunity, která je založena na detailních znalostech rozmanitých vlastnostech půdy, plánování, hubení škůdců, respektování cyklů Měsíce, atd.

## Fotogalerie

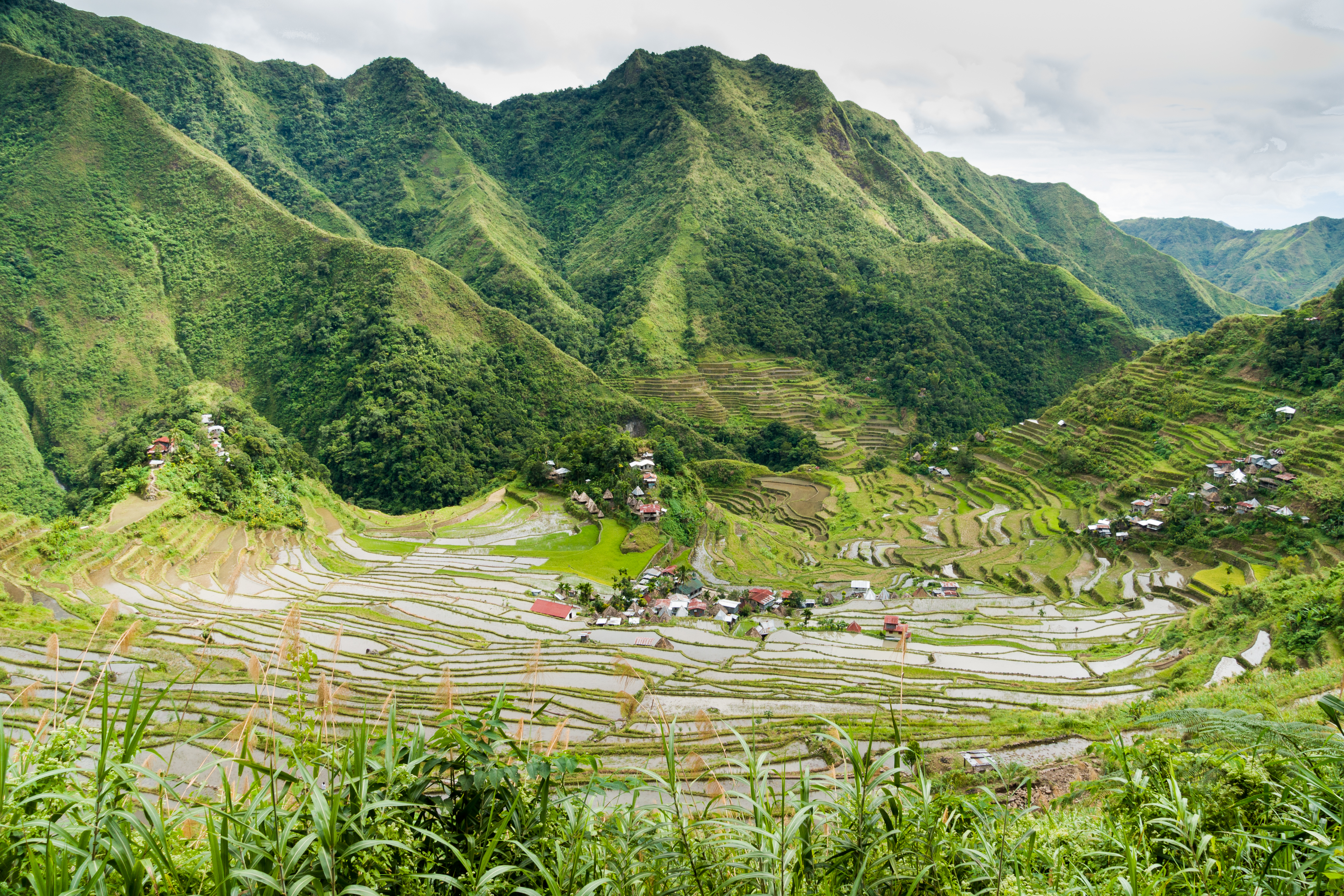
terasy Batad
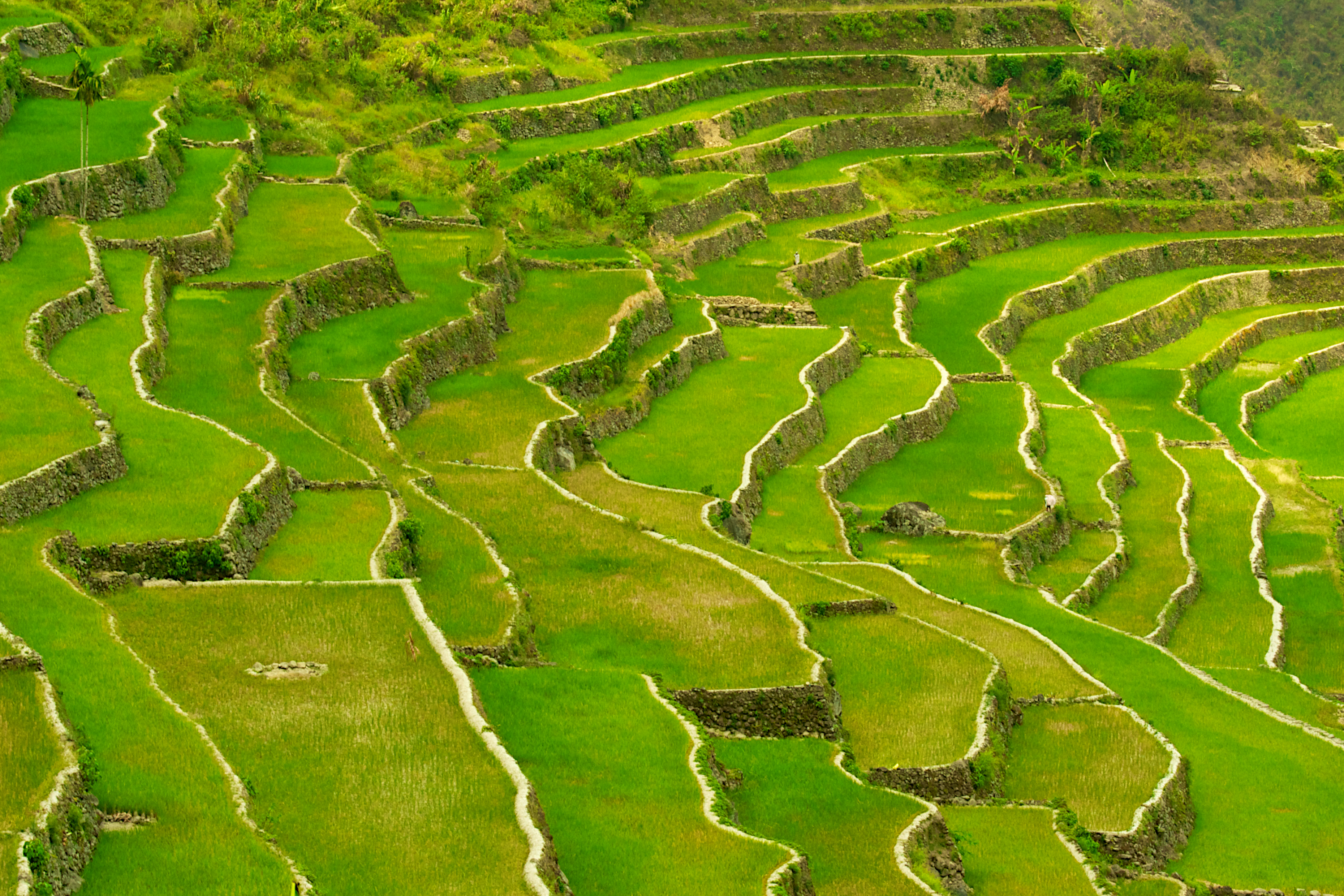
terasy Batad
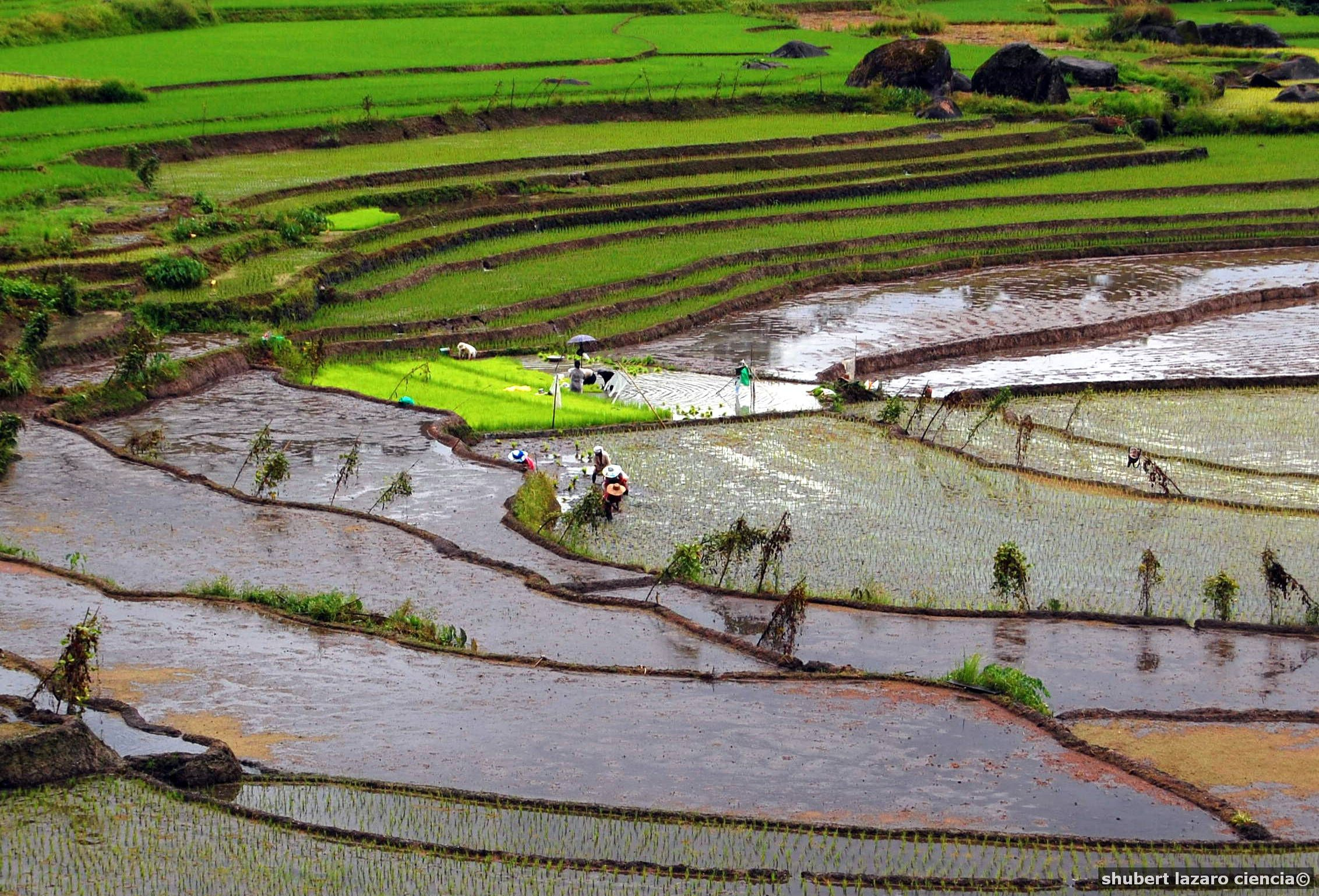
terasy Nagacadan